# Wolfwalkers - Il popolo dei lupi
Wolfwalkers - Il popolo dei lupi (Wolfwalkers) è un film d'animazione del 2020 diretto da Tomm Moore e Ross Stewart.
La pellicola è il capitolo finale di una trilogia ispirata alla mitologia irlandese, dopo The Secret of Kells (2009) e La canzone del mare (2014). Frutto di una co-produzione internazionale guidata da Cartoon Saloon e Melusine Productions, è stata presentata in anteprima al Toronto International Film Festival il 12 settembre 2020. Il film ha ottenuto ampi consensi da parte della critica, che ne ha elogiato lo stile d'animazione, la profondità emotiva, il doppiaggio e i personaggi, ed è stato candidato all'Oscar 2021 al miglior film d'animazione.

## Trama
Nel 1650 in Irlanda, gli abitanti della città di Kilkenny abbattono gli alberi del bosco vicino su ordine dell'autoritario Lord Protector, comandante delle truppe di occupazione inglesi, mettendosi in contrasto con un branco di lupi che vi abita. Il cacciatore inglese Bill Goodfellowe, insieme alla sua giovane figlia Robyn, è stato convocato a Kilkenny da Lord Protector per sterminare i lupi. Decisa ad aiutare il padre, un giorno Robyn si allontana di soppiatto dalla città per seguirlo con il suo falco domestico, Merlyn. Dopo aver sparato accidentalmente a Merlyn con la sua balestra mentre tentava di uccidere un lupo, Robyn osserva una ragazza misteriosa che porta Merlyn nel bosco, accompagnata dai lupi. Lord Protector rimprovera Robyn per non aver lavorato nel retrocucina della città e concede a Bill due giorni di tempo per scacciare o uccidere i lupi.
Dopo essere riuscita a sgattaiolare di nuovo nel bosco, Robyn ritrova Merlyn, miracolosamente guarito, e viene avvicinata da un giovane lupo, facendola inciampare in una trappola. Mentre il lupo cerca di liberare Robyn dalla trappola, le morde per errore il braccio. Merlyn e il lupo conducono Robyn alla tana dei lupi, dove scopre che il lupo è la stessa misteriosa ragazza di prima. La ragazza, Mebh, guarisce magicamente il morso di Robyn e le spiega di essere una Wolfwalker, il cui spirito assume la forma di un lupo quando dorme. Le due diventano presto amiche grazie al loro desiderio di libertà. Robyn scopre anche che la madre di Mebh, Moll, anche lei una Wolfwalker, non è ancora tornata da quando è andata alla ricerca di una nuova casa per il loro branco. Robyn cerca di convincere il padre dell'esistenza dei Wolfwalker, ma Bill la ignora.
La mattina dopo, mentre lavora il suo primo giorno nel retrocucina, Robyn viene attirata nelle stanze di Lord Protector da una voce misteriosa, scoprendo una grande gabbia nascosta, ma viene condotta fuori dalla servitù prima di scoprire chi o cosa vi sia rinchiuso. Quella notte, mentre dorme, scopre che la sua anima ha lasciato il suo corpo e si è trasformata in un lupo, rendendola lei stessa una Wolfwalker e costringendola a fuggire da Kilkenny. Spaventata, fa ritorno nei boschi dove Mebh, entusiasta nell'apprendere della trasformazione di Robyn, la aiuta ad abituarsi alla sua nuova forma.
Dopo essersi congedata dalla sua amica, a cui promette di aiutarla a ritrovare la madre, usando i suoi nuovi sensi di lupo per passare inosservata Robyn rientra in città per ritornare nel proprio corpo, ma attirata da un odore proveniente dal castello decide di seguirlo. Una volta dentro, trova Moll, sotto forma di lupo, nella gabbia nascosta. Moll dice a Robyn che Mebh deve lasciare il bosco con il branco, poiché non sono più al sicuro. Incapace di liberare Moll, Robyn sfugge a Lord Protector e torna alla sua forma umana proprio mentre Bill rincasa. Lord Protector, cercando di ripristinare il controllo sulla città, assicura ai furiosi cittadini che può domare il lupo che ha catturato e, di conseguenza, tutta la natura. Ignora le suppliche di Robyn di lasciare andare Moll e retrocede Bill a soldato di fanteria per non aver eliminato i lupi.
Mebh si infiltra a Kilkenny e trova Robyn, che tenta di riferirle il messaggio di Moll di fuggire con il branco, ma Mebh, ferita dal rifiuto di Robyn di aiutare a salvare sua madre, decide di farlo da sola. Mebh e Robyn guardano Lord Protector presentare Moll con museruola e catene ai cittadini. Mebh si precipita furiosa sul palco per liberarla, e quando Bill cerca di trattenerla, Moll rompe la museruola e gli morde il braccio; Moll viene rimessa nella gabbia, costringendo Mebh a fuggire, anche se promette di tornare con il suo branco per salvare la madre. Lord Protector ordina a Bill di uccidere Moll prima di partire con il suo esercito per bruciare la foresta e uccidere i lupi. Robyn protegge Moll da Bill, la libera e la accompagna da Mebh prima che il branco possa attaccare Kilkenny, guadagnandosi così il perdono di Mebh.
Bill arriva e spara al petto di Moll, facendo sì che la forma di lupo di Moll si trasformi in uno spirito e ritorni al suo corpo nella tana, seguita da Mebh e dai lupi. Robyn, capendo di non poter più rinnegare ciò che è (come aveva fatto, per paura, dopo la sua prima trasformazione), ritorna nella sua forma di lupo e la segue prima che Lord Protector e il suo esercito arrivino e inizino a radere al suolo la foresta. Mentre Mebh prova a curare Moll gravemente ferita, Robyn guida il branco contro l'esercito, mettendo in fuga quasi tutti i soldati. Mebh convoca Robyn e il suo branco, rendendosi conto che ha bisogno di loro vicino per curare Moll, ma Robyn perde i sensi e viene lasciata indietro dopo aver messo fuori uso il cannone dell'esercito.
Prima che Lord Protector possa ucciderla, Bill, a causa del morso di Moll, diventa un Wolfwalker e, nella sua forma di lupo, affronta e sconfigge Lord Protector, stringendo con i denti la sua armatura sul bordo di un precipizio. Piuttosto che subire la trasformazione, Lord Protector sceglie di suicidarsi allentando le cinture della corazza e lasciandosi cadere nel vuoto. Robyn e Bill tornano alla tana e aiutano Mebh e il branco a rianimare Moll, e accettano il suo invito a restare con loro e ad abbracciare le loro nuove identità di lupi. Più tardi Robyn, Mebh, Bill e Moll partono con il branco alla ricerca di una nuova casa.

## Colonna sonora
La colonna sonora è stata affidata al francese Bruno Coulais e al gruppo folk irlandese Kíla (già autori di quelle di The Secret of Kells e La canzone del mare). La terza traccia è un riarrangiamento della canzone Running with the Wolves della cantante norvegese Aurora.
1. WolfWalkers Theme – 1:24
2. Wolves – 4:19
3. Running with the Wolves – 2:47
4. Mechanical – 1:38
5. Wolf or Girl – 1:29
6. I’m a WolfWalker – 2:07
7. Howls the Wolf (Moll’s Song - Wolf Run Free) – 1:57
8. Our Forest – 4:24
9. What Are You Doing Here? – 2:32
10. This Is Intolerable – 3:37
11. Please Mammy – 1:47
12. My Little Wolf – 2:21
13. Our Victory – 4:13
14. Follow Me – 3:27
15. Mebh’s Tune – 3:04
16. Robyn’s Tune – 1:43

## Promozione
Il teaser trailer è stato pubblicato online l'8 settembre 2020, mentre il trailer definitivo l'8 ottobre.

## Distribuzione
L'8 settembre 2018 Apple ha acquisito i diritti di Wolfwalkers. Presentato in anteprima al Toronto International Film Festival il 12 settembre 2020, il lungometraggio è stato distribuito nelle sale cinematografiche del Regno Unito il 26 ottobre, negli Stati Uniti e in Canada il 13 novembre, in Irlanda il 2 dicembre; il film è stato reso disponibile sulla piattaforma online Apple TV+ dall'11 dicembre.

## Accoglienza
Wolfwalkers ha ricevuto un'ottima accoglienza da parte della critica. Sull'aggregatore Rotten Tomatoes ha un indice di approvazione del 99% basato su 140 recensioni, con un voto medio di 8,7 su 10; il consenso dei critici afferma: «Un'affascinante avventura di ispirazione celtica, Wolfwalkers offre un'epica ed eterea fantasia abbinata a filosofie profonde e un doppiaggio stellare». Su Metacritic il punteggio ottenuto è di 87 su 100 basato su 28 recensioni, equivalente a un'“acclamazione universale”.
Sam Adams di Slate lo ha definito «il miglior film d'animazione dell'anno», notando qualche debolezza nel ritmo narrativo, ma lodando abbondantemente la bellezza e l'abilità tecnica dell'animazione disegnata a mano. Peter Debruge di Variety ha scritto: «Nel decennio trascorso da The Secret of Kells, non sono solo i progressi tecnologici a rendere così impressionante l'ultimo lavoro di Moore, ma anche le conversazioni culturali in rapida evoluzione. Mette tutto insieme prendendo in prestito influenze visive senza tempo, lasciando al pubblico un'altra splendida opera d'arte per i secoli a venire». Brian Tallerico di RogerEbert.com ha assegnato al film tre stelle e mezzo su quattro, giudicandolo «un'entusiasmante, lirica, splendida avventura», la cui animazione «riecheggia l'arte dell'acquerello», elogiando i raffinati dettagli, il linguaggio visivo e i sottotesti, pur notando un trascurabile difetto nella gestione di alcune scene.

## Riconoscimenti
- 2020 - AFI Fest[20]
  - Premio del pubblico al miglior lungometraggio
- 2020 - Boston Online Film Critics Association[21]
  - Miglior film d'animazione
- 2020 - Boston Society of Film Critics Awards[22]
  - Candidatura al miglior film d'animazione
- 2020 - Chicago Film Critics Association[23]
  - Miglior film d'animazione
- 2020 - Florida Film Critics Circle[24]
  - Candidatura al miglior film d'animazione
- 2020 - Greater Western New York Film Critics Association Awards[25]
  - Miglior film d'animazione
- 2020 - Indiana Film Critics Association[26]
  - Candidatura al miglior film d'animazione
  - Candidatura al miglior doppiaggio/motion capture a Sean Bean
- 2020 - IndieWire Critics Poll[27]
  - Candidatura al miglior film internazionale
- 2020 - Los Angeles Film Critics Association Awards[28]
  - Miglior film d'animazione
- 2020 - New York Film Critics Circle Awards[29]
  - Miglior film d'animazione

- 2021 - Alliance of Women Film Journalists[30]
  - Candidatura al miglior film d'animazione
  - Candidatura al miglior personaggio animato femminile a Honor Kneafsey
  - Candidatura al miglior personaggio animato femminile a Eva Whittaker
- 2021 - Central Ohio Film Critics Association Awards[31]
  - Miglior film d'animazione
- 2021 - Critics Choice Super Award[32]
  - Candidatura al miglior film d'animazione
  - Candidatura alla miglior doppiatrice in un film d'animazione a Honor Kneafsey
  - Candidatura alla miglior doppiatrice in un film d'animazione a Eva Whittaker
- 2020 - Gotham Independent Film Awards[33]
  - Candidatura al miglior film internazionale
- 2021 - Houston Film Critics Society[34]
  - Candidatura al miglior film d'animazione
- 2021 - Music City Film Critics' Association Awards[35]
  - Candidatura al miglior film d'animazione
- 2021 - North Carolina Film Critics Association[36]
  - Candidatura al miglior film d'animazione
- 2021 - San Diego Film Critics Society Awards[37]
  - Miglior film d'animazione
- 2021 - Satellite Awards[38]
  - Candidatura per il miglior film d'animazione o a tecnica mista
- 2021 - St. Louis Film Critics Association[39]
  - Candidatura al miglior film d'animazione
- 2021 - Pulcinella Awards[40]
  - Miglior film d'animazione